# Cryptopolyzoon
Cryptopolyzoon is een mosdiertjesgeslacht uit de familie van de Buskiidae en de orde Ctenostomatida. De wetenschappelijke naam ervan is in 1900 voor het eerst geldig gepubliceerd door Dendy.

## Soorten
- Cryptopolyzoon concretum (Dendy, 1889)
- Cryptopolyzoon evelinae Marcus, 1941
- Cryptopolyzoon wilsoni (Dendy, 1889)